# Damat İbrahim Pascha
Damat İbrahim Pascha (* 16. Jahrhundert; † 10. Juli 1601 in Belgrad) war ein Bosniake und osmanischer Feldherr und Staatsmann und zwischen 1596 und 1601 dreimal Großwesir des Osmanischen Reiches.
Er stammte ursprünglich aus Bosnien, wuchs aber in Istanbul auf. 1582 wurde er Beylerbey von Rumelien, 1583 von Ägypten, das damals osmanische Provinz war. Im Mai 1586 heiratete er Ayşe Sultan, die Tochter Sultan Murads III. und führte seitdem den Beinamen Damat (auch Damad; türkisch „Schwiegersohn“).
Im April 1596 wurde er zum ersten Mal zum Großwesir ernannt; kurz darauf brach er zu einem Feldzug nach Ungarn auf, wo er die Stadt Eger eroberte. Im Winter desselben Jahres wurde er zunächst als Großwesir durch Cigalazade Yusuf Sinan Pascha abgelöst, erlangte sein Amt aber schon nach nur etwa 45 Tagen, am 5. Dezember 1596, wieder zurück. Knapp ein Jahr später fiel er jedoch infolge von ungeschickter Personalpolitik sowie der durch ihn veranlassten Ermordung des Krimkhans Fetih Giray in Ungnade; als noch Unstimmigkeiten mit der Sultansmutter hinzukamen, wurde er am 3. November 1597 zum zweiten Mal abgesetzt. Wiederum etwa ein Jahr später, am 6. Januar 1599, wurde er zum dritten Mal zum Großwesir berufen. Am 23. Oktober 1600 eroberte er die wichtige Festung Kanizsa, was ihm die Zusicherung seines Amtes auf Lebenszeit einbrachte. Diese währte jedoch nicht mehr lange, denn im Sommer des darauffolgenden Jahres zog er sich eine Krankheit zu, der er nach fünftägigem Fieber am 10. Juli 1601 in Belgrad erlag.